# Patrice Ricord
Pour les articles homonymes, voir Ricord.
Patrice Ricord, connu sous le pseudonyme de Ricor, né le 22 juin 1947 à Cagnes-sur-Mer (Alpes-Maritimes) et mort le 29 avril 2025 à Paris, est un caricaturiste et portraitiste français.

## Biographie
Son père était sculpteur sur bois et son grand-père fut au service du peintre Auguste Renoir lors de sa dernière résidence au domaine des Collettes à Cagnes-sur-Mer. Il en était l'intendant et son chauffeur avec le surnom de Baptistin. Bachelier de philosophie à l'issue d'études au lycée Paul-Valéry à Paris, élève de l'ESAG Penninghen en 1967, Ricor entre en 1968 à l'École nationale supérieure des arts décoratifs de Paris pour cinq années d'apprentissage de l'art plastique, option gravure. En parallèle, en 1969, il rejoint l'équipe du journal Pilote, engagé par son directeur d'alors, René Goscinny.
L'année suivante, dans le même hebdomadaire, et en alternance avec Jean Mulatier, il inaugure la série des Grandes Gueules dont certaines d'entre elles seront reprises en 1971 dans la revue Phénix. Dans le même temps, Jean-Claude Morchoisne aura rejoint le duo. Les caricatures des Grandes Gueules vont alors essaimer par la suite en couverture et dans les pages éditoriales des magazines internationaux.
Ses propres portraits-charge sont désormais publiées dans L'Express, Le Figaro Magazine, Paris Match, Le Nouvel Observateur, L'Expansion, Playboy, Lui, Esquire, Der Stern, Sunday Times, Panorama, Jornal do Brasil, Graphis, Zoom, Japan Illustration… En 1980, les trois associés fondent une maison d'édition qui produira une quinzaine de recueils de caricatures en France et à l'étranger, dont un best seller Ces animaux qui nous gouvernent.
En 1987, il réalise en parallèle des couvertures de livres pour les guides Gault et Millau, La Correspondance de Groucho Marx, La Vie d'Arthur Rubinstein, des affiches de films Deux heures moins le quart avant Jésus-Christ, Astérix et Obélix contre César, et un court-métrage, Grandes Gueules Superstars. Par la suite, il collabore régulièrement à L'Express, puis aux quotidiens Le Figaro et Nice-Matin, au Pèlerin magazine avec une bande dessinée hebdomadaire NO MAD. Enfin à FR2 télévision pour laquelle il crée une galerie de personnages politiques caricaturés et animés en 3D, qui sera diffusée lors d'une série dominicale, Politiquement correct.
Douze recueils de ses dessins sont édités par la suite, en solo ou ponctuellement avec divers collaborateurs, dont sept avec Jean-Pierre Gauffre pour les textes, soit  plus de 700 caricatures et portraits réunis dans 35 albums (voir la liste ci-dessous). En juin 2005, son site web remportait aux États-Unis un prix d'excellence dans la catégorie Arts graphiques/Humour tandis qu'un jury d'éminents graphistes le plaçait parmi les cinq meilleurs caricaturistes du XXe siècle.
En 2008, invité en tant que membre d'un jury international pour représenter la France par ses dessins satiriques, Patrice Ricord devient le premier caricaturiste européen à être reçu par la Chine. Ses caricatures politiques sont exposées à Guiyang lors des Rencontres mondiales du dessin de presse et d'animation.
La même année, dans un tout autre genre, il publie son premier roman policier Mistral, signé Cent Elman.

### Techniques
Ricor s'est appuyé sur trois techniques complémentaires pour étendre ses recherches sur le plan graphique.
La première s'est développée dans son enfance par l'observation des travaux de son père, tandis que celui-ci ciselait des rondes-bosses au creux de ses sculptures sur bois. Elle lui a permis peu à peu d'acquérir le sens du volume, grâce à la découverte progressive du passage de l'ombre à la lumière, visible en direct sous les coups de gouge alternant vides et pleins dans l'ouvrage du bois (voir la caricature de Lee Marvin dans Les Grandes Gueules).
La deuxième est liée à l'apprentissage de la gravure sur cuivre ou sur pierre à L'ENSAD à Paris, dont Honoré Daumier et Gustave Doré étaient les maîtres au XIXe siècle. Il n'y a pas si longtemps encore, cette trame savante était utilisée pour le dessin des timbres et des billets de banque en Occident, héritage technique qu'il a adapté au graphisme structuré du dessin de ses visages.
La troisième concerne l'éveil de la caricature à l'âge de 14 ans révélé par son admiration pour deux cartoonists américains maîtres du genre, Manning Hall et Mort Drucker. Enfin la découverte des caricatures de David Levine puis celles de Raoul Cabrol, précurseur de son propre style réaliste et caricatural, a contribué à conforter sa vocation.

### Explorations graphiques
La combinaison de ces techniques, s'exprimant par le besoins de rendre évidente l'architecture des visages sur le papier, a facilité leur transposition en volume. Soit par la création de masques à taille humaine, ou de têtes géantes pour les carnavals de Nice 2002 et 2003, de pièces de jeu d'échecs pour un Échiquier politique, voire aussi de personnages dessinés traduits ensuite en images de synthèse pour une émission télé Politiquement correcte. Un pâtissier confiseur alsacien s'est même attaqué à la confection d'échafaudages de friandises, s'essayant à reproduire quelques-unes des 22 caricatures composées à la manière du peintre Giuseppe Arcimboldo, assemblages concoctés dans deux ouvrages Quoi choisir ? et La Cuisine des Chefs. Des animations ou morphing ont également été réalisées à partir de ses esquisses, montrant l'évolution d'un faciès humain vers celui d'un animal lui ressemblant trait pour trait dans une expression spécifique.

## Reconnaissance internationale
Dès leur parution dans la presse, les caricatures et les portraits de Ricor ont fait l'objet de multiples expositions, collectives ou individuelles : à Paris (1979), Buenos Aires, Mexico (1981), Londres (1986), Hambourg, Bâle, Saint-Estève (1996), Limoges (1998), Antibes (1999, 2009, 2019), Saint-Jean-Cap-Ferrat (2001, 2004, 2014, 2016, 2017, 2018, 2019), Guiyang (2008). Leur succès a vu se développer un engouement similaire chez les collectionneurs privés et les musées internationaux (Bibliothèque de documentation internationale contemporaine à Paris, Musée de la caricature et du dessin humoristique de Bâle, Musée Peynet et du dessin humoristique à Antibes).
Ainsi, le style Grandes Gueules, initié par un trio en 1970, a largement fait école dans le monde, y compris dans des pays dont les régimes politiques n'étaient pas a priori réputés pour encourager un quelconque type de satire dessinée notamment en Chine, où l'humour caricatural  était autrefois une tradition ancestrale. En juillet 2008, la diffusion dans le Quotidien du Peuple d'un large éventail de caricatures de Ricor, est venue confirmer un début d'ouverture.
En contrepartie, comme l'ont signalé maints critiques, écrivains et journalistes, l'originalité et la précision de ses propres caricatures ont favorisé aussi l'éclosion de copies et de plagiats dès leurs parutions, tant de la part d'amateurs que de professionnels. Il s'agit de dessins de deuxième main, de décalques, voire de transpositions astucieuses à plat ou en volume, mais toujours directement inspirés de ses caricatures. Ils sont aisément identifiables, en regard de l'expression, de la déformation et de l'angle précis de leur mise en scène, évidente et délibérément choisie dans les dessins originaux de Ricor. Car s'il est des termes qui le caractérisent, c'est bien ceux de chercheur et d'innovateur.
Cette exigence graphique s'est exprimée par le dessin hyperréaliste d'un Coq français, voulu par Louis Pauwels pour figurer en couverture du numéro anniversaire des dix ans du Figaro magazine. Ledit coq, réalisé durant six semaines et reproduit sur une toile géante couvrant cinq étages de la façade de l'hôtel George-V à Paris, vit son image agrandie et projetée sur les fenêtres de la cour carrée du Grand Louvre, lors des illuminations festives du 22 octobre 1988.

## Publications

### Albums
Les années Grandes Gueules
- Les Grandes Gueules, Paris, Éditions du Pont-Neuf, 1979
- Grandes Gueules de France, Paris, Éditions Atelier 786, 1980
- Grandes Gueules superstars, Paris, Éditions de l'Atelier, 1981
- Grandes Gueules par deux, Paris, Éditions de l'Atelier, 1981
- (nl) Het grote smoelen boek, Hollande, Mondria, 1982
- Le Ciné club des Grandes Gueules, Paris, Dervish publications 1000, 1983
- Le Livre d'or des Grandes Gueules, Paris, Dervish publications 1000, 1983
- Grandes Gueules à poils, Paris, Dervish publications 1000, 1983
- Ces Animaux qui nous gouvernent, tome 1, Paris, Dervish publications 1000, 1984
- Ces Animaux qui nous gouvernent, tome 2, Paris, Dervish publications 1000, 1985
- Télé ton univers impitoyable, Paris, Dervish publications 1000, 1985
- Quoi choisir ?, Paris, Éditions Les Grandes Gueules, 1986
- (en) The Animals who govern us, Farnham, Graphic Grins, 1986
- (it) Palaz-zoo, Rome, Technipress, 1986

Les années Ricord
- La Cuisine des Chefs, Paris, Éditions Carrousel B.D., 1987
- (it) Fattoria Italia, Rome, Technipress, 1987
- (it) Il capo é servito !, Rome, Technipress, 1988
- Tête à Tête, Paris, Éditions Denoël, 1992
- Gueules d'État, Grenoble, Éditions Glénat, 1995
- L'Académie des Timbrés, Boulogne, Éditions La Sirène, 1995
- Le Livre des Ricord, Toulon, Soleil productions, 1997
- Les Ricord de la Musique, Toulon, Soleil productions, 1998
- L'Envol des Aiglons, Nice, Éditions OGC Nice, 2002
- Tout Chirac - Petite encyclopédie chiraquienne illustrée[10], Éditions Mango, 2003
- Faces à farces[11], Paris, Éditions Fetjaine, 2009
- (zh) No Mad, série BD publiée en Chine, 2009
- Le grand cirque politique, Paris, Éditions de l'Archipel, 2011

Collection Le Guiness des Ricord
- Coups de fourchettes et coups de crayons, P.R. productions 2018
- Stars du Ciné / Le Guiness des Ricord tome 1, P.R productions 2019
- La Cuisine des Chefs / Le Guiness des Ricord tome 2, P.R. productions 2019
- Stars du Ciné 2 / Le Guiness des Ricord tome 3, P.R. productions 2019
- Stars en scène / Le Guiness des Ricord tome 4, P.R. productions 2020
- Despotes Story / Le Guiness des Ricord tome 5, P.R. productions 2021
- Chefs de France / Le Guiness des Ricord tome 6, P.R. productions 2022

### Romans et traduction
dans la série Cent Elman
- Des glaçons dans le Bordeaux, éditions Romart/Alpen, 2013
- Mistral, éditions Romart/Alpen, 2014
- La tête à l'envers, P.R. productions, 2015

traduction en français
- Les Quatrains d'Omar Khayyam, traduits du persan en anglais par le sayed Omar Ali-Shah, Albin Michel, 2005

### Illustrations
- Petit Dictionnaire absurde et impertinent de la Médecine et de la Santé[12] de Marc Lagrange, éditions Féret, 2016

### Ouvrages collectifs
- Tac au tac de Jean Frapat, Éditions Balland, 1973
- Chacun son chat, édition Fantôme, 1987
- De de Gaulle à Mitterrand, BDIC, 1989
- Traits d'humour sur toiles de maîtres, Éditions Denoël, 1990
- Chirac dans tous ses états, Pictoris studio, 1997
- Le Père Noël dans ses petits souliers, Pictoris studio, 1997
- À vous Cognacq-Jay ! les grandes heures de la télé en BD[13], Édition Delcourt , 2010
- Cher Père Noël, Éditions Télémaque, 2012
- Des masques et vous de Gérard Ladoucette, éditions du Zanni, 2020

## Télévision
- Tac au tac, émissions hebdomadaires de Jean Frapat, ORTF, entre 1971 et 1975[14],[15],[16]
- Politiquement correct, série d'animation graphique bihebdomadaire d'API Productions, France 2, 1999